# 安西·科伊武兰塔
安西·科伊武兰塔（芬蘭語：Anssi Koivuranta，1988年7月3日—），芬兰男子北欧两项、跳台滑雪运动员。他曾代表芬兰参加2006年、2010年和2014年冬季奥林匹克运动会，获得一枚铜牌。